# Witten
Witten – miasto w zachodniej części Niemiec, w kraju związkowym Nadrenia Północna-Westfalia, w rejencji Arnsberg, w powiecie Ennepe-Ruhr, w Zagłębiu Ruhry. Liczy 95 807 mieszkańców (2023). Prawa miejskie otrzymało w 1825 roku.

## Dzielnice
Witten podzielony jest na osiem dzielnic. Dzielnice te podzielone są na mniejsze jednostki statystyczne, która każda z nich ma własną nazwę i dwucyfrowy numer.
| - Witten-Mitte: - 11 Innenstadt - 12 Oberdorf-Helenenberg - 13 Industriegebiet-West - 14 Krone - 15 Crengeldanz - 16 Hauptfriedhof - 17 Stadion - 18 Industriegebiet-Nord - 19 Witten-Hohenstein - Witten-Düren: - 21 Düren-Nord - 22 Düren-Süd - Witten-Stockum: - 31 Stockum-Mitte - 32 Dorney - 33 Stockumer Bruch - 34 Wilhelmshöhe - Witten-Annen: - 41 Tiefendorf - 42 Witten-Wullen - 43 Annen-Mitte-Nord - 44 Annen-Mitte-Süd - 45 Kohlensiepen - 46 Wartenberg - 47 Gedern | - Witten-Rüdinghausen: - 51 Industriegebiet-Ost - 52 Rüdinghausen-Mitte - 53 Witten-Buchholz - 54 Schnee - Witten-Bommern: - 61 Steinhausen - 62 Bommerbank - 63 Bommerfeld - 64 Wettberg - 65 Buschey - 66 Bommeregge - Witten-Heven: - 71 Papenholz - 72 Hellweg - 73 Wannen - 74 Heven-Dorf - 75 Lake - Witten-Herbede: - 81 Herbede-Ort - 82 Witten-Vormholz - 83 Bommerholz-Muttental - 84 Witten-Durchholz - 85 Buchholz-Kämpen |

## Gospodarka
- Zimbo – duża firma mięsna, którą założono w 1953 w Witten

## Edukacja
- 19 szkół podstawowych
- cztery szkoły powszechne (Hauptschule)
- trzy szkoły średnie (Realschule)
  - szkoła średnia Adolfa Reichweina
  - szkoła średnia Heleny Lohmann
  - szkoła średnia Otto Schotta
- pięć szkół zawodowych
- dwie szkoły ogólnokształcące
  - szkoła ogólnokształcąca Hardenstein
  - szkoła ogólnokształcąca Holzkamp
- trzy gimnazja
  - Gimnazjum Alberta-Martmöllera
  - Gimnazjum Ruhry
  - Gimnazjum Friedricha Schillera
- jeden uniwersytet ludowy (Volkshochschule)
- dwie szkoły muzyczne
- dwie szkoły Rudolfa Steinera
  - Rudolf Steiner Schule, Witten
  - szkoła Blote-Vogel, Witten-Annen
- Universität Witten/Herdecke, pierwszy prywatny uniwersytet w Niemczech, założony 1982
- Instytut Pedagogiki Waldorfa

## Media

### Prasa

#### Dzienniki
- Wydawnictwo WAZ publikuje na rynku lokalnym dzienniki Westdeutsche Allgemeine Zeitung (WAZ) i Westfälische Rundschau (WR)
- Ruhrnachrichten to dziennik wydawany przez Medienhaus Lensing z Dortmundu

#### Tygodniki bezpłatne
- Witten aktuell, to gazeta poświęcona reklamie z wiadomościami lokalnymi. Wydawcą jest ORA, firma należąca do konkurentów na rynku dzienników WAZ i Ruhrnachrichten.
- Sonntagskurier to niezależny wydawca, tygodnika poświęconego reklamie z wiadomościami lokalnymi.

#### Czasopisma lokalne
- Stadtmagazin, jak nazwa oznajmia, jest to czasopismo miejskie, wydawane wyłącznie z celem prezentacji firm lokalnych
- Infakt, to czasopismo tworzone przez młodzież, dla młodzieży, powstało ono z gazetki szkolnej i ukazuje się od roku 2001 regularnie.

### Radio
- Radio Ennepe-Ruhr jest jedyną rozgłośnią lokalną nadającą na cały powiat Ennepe-Ruhr. Jeden z czterech nadajników tej rozgłośni stoi na terenie miasta, w dzielnicy Stockum (częstotliwości 104,2 MHz).
- Ruhrstadtstudio produkuje niekomercyjne audycje z udziałem mieszkańców miasta. Audycje ze studia w ewangelickim szpitalu są nadawane w wieczornym programie rozgłośni lokalnej Radio EN.

### Telewizja
- Rozgłośnia lokalna WDR nadaje regularnie reportaże z Witten w paśmie lokalnym produkowanym w Studio Dortmund.

## Polityka

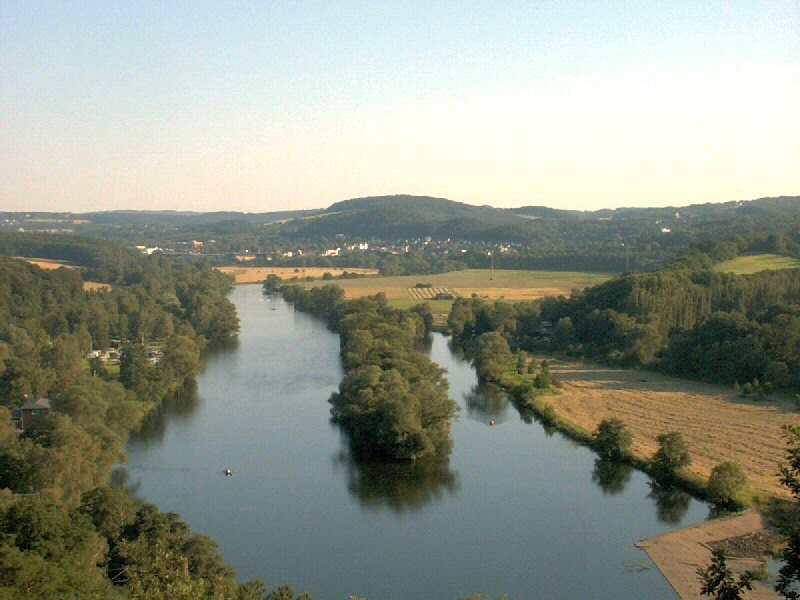
Witten: Dolina Ruhry widok ze wzgórza Hohenstein

### Nadburmistrzowie i burmistrzowie
- 1809–1813: Schmieding, burmistrz
- 1813–1825: Clason, burmistrz
- 1825–1839: Geißel, burmistrz
- 1839–1850: Kämper, burmistrz
- 1851–1856: Wichelhausen, burmistrz
- 1856–1869: Bauer, burmistrz
- 1869–1873: Wegener, burmistrz
- 1873–1877: Geisenheimer, burmistrz (zwolniony)
- 1877–1883: Haarmann, Brickenstein, Grieben, burmistrz (zastępca)
- 1883–1889: Bürkner, burmistrz
- 1890–1911: Dr. Gustav Haarmann, burmistrz, od 1911 rządzący burmistrz
- 1911–1933: Otto Laue, rządzący burmistrz
- 1933–1944: Dr. Erich Zintgraff, rządzący burmistrz
- 1944–1945: Dr. Karl-August Wietfeld, rządzący burmistrz
- 1945: Wilhelm Zimmermann, burmistrz
- 1945: Johannes Grimm, burmistrz
- 1945–1946: Alfred Junge, burmistrz
- 1946–1950: Albert Martmöller, rządzący burmistrz
- 1950–1952: Walter Rieckesmann, rządzący burmistrz
- 1952–1953: Albert Martmöller, rządzący burmistrz 2. kadencja
- 1954–1967: Fritz Reincke, rządzący burmistrz
- 1967–1978: Friedhelm Ottlinger, rządzący burmistrz
- 1978–1983: Klaus Lohmann, rządzący burmistrz
- 1983: Arthur Raillon, burmistrz
- 1983–1989: Friedhelm Trepper, burmistrz
- 1989–2004: Klaus Lohmann, burmistrz, 2. kadenjca
- 2004-dzisiaj: Sonja Leidemann, burmistrz

### Dyrektorzy miasta
- 1946–1947: Alfred Junge
- 1947–1959: Ludwig Lehmann
- 1959–1982: Dr. Emil Dreidoppel
- 1982–1993: Reinhard Wiederhold
- 1993–1999: Dr. Gert Buhren

### Rada miejska
Rada gminy Witten składa się z 64 posłów. Radni należą do następujących partii:
- SPD 24 radnych
- CDU 18 radnych
- Grüne 7 radnych
- WBG 4 radnych
- FDP 4 radnych
- FLW 3 radnych
- NPD 2 radnych
- PDS/WAL 1 radny
- AUF Witten 1 radny

### Reprezentanci miasta

#### W Landtagu w Düsseldorfie

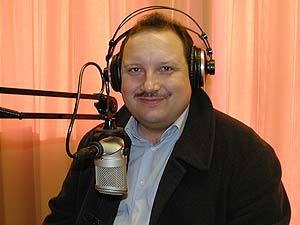
Thomas Stotko, członek Landtagu w Düsseldorfie

- 2005-dzisiaj: Thomas Stotko, członek landtagu (SPD)

#### Bundestag w Berlinie
- 1998-dzisiaj: Dr. Ralf Brauksiepe, członek Bundestag (CDU)
- 1998-dzisiaj: Christel Humme, członek Bundestag (SPD)
- 2005-dzisiaj: Irmingard Schewe-Gerigk, członek Bundestag (Związek 90/Zieloni)
- 2005-dzisiaj: Konrad Schily, członek Bundestag (FDP)

## Rozwój demograficzny
| rok              | Liczba ludności |
| ---------------- | --------------- |
| 1739             | 566             |
| 1787             | 690             |
| 1808             | 1587            |
| 1830             | 2210            |
| 1 grudnia 1840 ¹ | 2987            |
| 1 grudnia 1855 ¹ | 5112            |
| 3 grudnia 1858 ¹ | 6908            |
| 3 grudnia 1864 ¹ | 10 500          |
| 3 grudnia 1867 ¹ | 12 200          |
| 1 grudnia 1871 ¹ | 15 161          |
| 1 grudnia 1875 ¹ | 18 100          |
| 1 grudnia 1880 ¹ | 21 600          |
| 1 grudnia 1885 ¹ | 23 879          |

| rok                    | Liczba ludności |
| ---------------------- | --------------- |
| 1 grudnia 1890 ¹       | 26 310          |
| 2 grudnia 1895 ¹       | 28 769          |
| 1 grudnia 1900 ¹       | 33 517          |
| 1 grudnia 1905 ¹       | 35.841          |
| 1 grudnia 1910 ¹       | 37 450          |
| 1 grudnia 1916 ¹       | 34 864          |
| 5 grudnia 1917 ¹       | 35 033          |
| 8 października 1919 ¹  | 37 441          |
| 16 czerwca 1925 ¹      | 45 519          |
| 16 czerwca 1933 ¹      | 72 580          |
| 17 maja 1939 ¹         | 73 365          |
| 31 grudnia 1945        | 70 276          |
| 29 października 1946 ¹ | 69 384          |

| rok                  | Liczba ludności |
| -------------------- | --------------- |
| 13 września 1950 ¹   | 76 312          |
| 25 września 1956 ¹   | 91 706          |
| 6 czerwca 1961 ¹     | 96 462          |
| 31 grudnia 1965      | 98 506          |
| 27 maja 1970 ¹       | 97 379          |
| 31 grudnia 1975      | 108 771         |
| 31 grudnia 1980      | 105 876         |
| 31 grudnia 1985      | 102 259         |
| 25 maja 1987 ¹       | 102 902         |
| 31 grudnia 1990      | 105 403         |
| 31 grudnia 1995      | 104 754         |
| 31 grudnia 2000      | 103 196         |
| 30 czerwca 2005      | 101 019         |
| 17 października 2007 | 99 976          |

¹ rezultat spisu ludności
Liczba mieszkańców spadła w roku 2007 do 99 976. Jeszcze tylko 250 mieszkańców umożliwiłoby Witten używanie nazwy „duże miasto” (Großstadt). W pierwszych pięciu miesiącach 2007 r. zmarło w mieście 139 osób więcej niż przyszło na świat. Jeśli zmniejszy się liczba mieszkańców o dalsze 250 będzie to miało wpływ na dotacje, z których korzystać może urząd miasta.

## Ludzie urodzeni w Witten
- 1794, Carl Ludwig Berger, zm. 1871, przemysłowiec
- 1829, 28 sierpnia, Louis Constans Berger, zm. 9 sierpnia 1891 w Horchheim, przemysłowiec i polityk
- 1848, 30 sierpnia, Gustav Haarmann zm. 5 maja 1911 w Berlinie, polityk
- 1851, 17 grudnia, Otto Schott, zm. 27 sierpnia 1935 w Jenie, producent szkła i wynalazca ciepłoodpornego szkła „Jenaer Glas”
- 1862, 4 kwietnia, Max Crone, zm. 19 maja 1939 w Heidelbergu, teolog i literat
- 1869, 20 sierpnia, Gustav Rockholtz, zm. 1938, malarz
- 1872, 12 listopada, Otto Schlüter, zm. 12 października 1959 w Halle (Saale), geograf
- 1876, Gustav Lohmann, zm. 1967 koło Akwizgranu, ksiądz i poeta
- 1882, 25 czerwca, Wilhelm Alef, zm. 11 listopada 1957, polityk
- 1888, 27 maja, Rosi Wolfstein, zm. 1987, współzałożycielka Komunistycznej Partii Niemiec (KPD)
- 1890, 26 czerwca, Fritz Uphoff, zm. 18 marca 1966 w Worpswede, malarz
- 1905, Robert Ruthenfrantz, zm. 1970, założyciel Wittenowskich Dni nowej Muzyki Kameralnej
- 1913, Aleksander Rozmiarek, polski działacz polityczny i poseł na Sejm PRL (1952–1972)
- 1923, 11 listopada, Ernst Nolte, historyk
- 1923, 18 listopada, Robert Graf, aktor
- 1991, 6 kwietnia, Alexandra Popp, piłkarka

## Współpraca
Miejscowości partnerskie:
- Beauvais, Francja od 1975
- Bitterfeld-Wolfen, Saksonia-Anhalt od 1990
- Kursk, Rosja od 1990
- Lew ha-Szaron, Izrael od 1979
- London Borough of Barking and Dagenham, Wielka Brytania od 1979
- Mallnitz, Austria od 1979
- San Carlos, Nikaragua od 1990
- Tczew, Polska od 1990